# Вольф, Рикардо
Рикардо Вольф (исп. Ricardo Wolf, ивр. ריקרדו וולף‎; 1887, Ганновер, Германия — 1981, Герцлия, Израиль) — химик, изобретатель, предприниматель, филантроп, дипломат. Основал престижную премию Вольфа за достижения в науке и искусстве.

## Биография
Родился в семье состоятельного ганноверского еврея-предпринимателя Морица Вольфа (всего в семье было 14 детей), был назван Рихардом. Перед Первой мировой войной эмигрировал (1913) на Кубу. В 1924 женился на финалистке чемпионата мира по теннису (1920) Франсиске Субирана, после чего стал подписываться «Рикардо Субирано-и-Лобо Вольф». Изобрёл способ получения металла из отходов литейного производства, реализовал свои изобретения в нескольких странах, и успешно занимался металлургическим бизнесом, благодаря чему заработал крупное состояние.
Поддержал борьбу Фиделя Кастро и его режим. Уже после победы Кубинской революции, в 1960 году был назначен послом Кубы в Израиле. После разрыва кубинско-израильских дипломатических отношений (1973) Вольф решил остаться в Израиле в качестве репатрианта. Скончался в Герцлии в 1981 году, Франсиска пережила мужа на несколько недель.

## Премия Вольфа
Фонд им. Р. Вольфа был создан в 1975 году для поощрения наук и искусств во благо человечества. Премия Вольфа, присуждаемая Фондом, — одна из самых известных и престижных в мире, присуждается ежегодно в Израиле (с 1978 года) за наиболее выдающиеся достижения учёным или деятелям искусства независимо от расы, национальности, вероисповедания, гражданства и политических убеждений. Денежная часть премии составляет 100 тысяч американских долларов и выдается лауреатам за успехи в следующих областях знаний: сельскохозяйственные науки, химия, математика, медицина, физика и искусство.